# Resinoïde
Een resinoïde is een door extractie van natuurlijk materiaal verkregen geurende stof. Resinoïden worden vooral in zeep gebruikt, maar ze komen ook voor in geursamenstellingen voor parfum en andere cosmetica. 
Ze dienen niet alleen als geurstof, maar ook als fixatiemiddel.
Een resinoïde wordt gemaakt door een zo goed als watervrije uitgangsstof, meestal hars of een harsachtige stof, in ethanol op te lossen. Deze oplossing wordt gefiltreerd en ingedampt. De overblijvende stof, meestal harde hars of een kleverige pasta, is de resinoïde. Men spreekt ook indien bij harsen een ander oplosmiddel dan ethanol wordt gebruikt meestal van resinoïde, hoewel er dan strikt genomen een concrète ontstaat.
Resinoïden worden voor gebruik meestal in een geschikt oplosmiddel verwerkt, zoals in di-ethylftalaat, waardoor het redelijk goed kan worden uitgeschonken.

## Voorbeelden
Veel gebruikte resinoïden zijn die van:
- Benzoë
- Olibanum
- Galbanum
- Storax